# Campeonato Europeo de Ciclismo en Pista de 2019
El X Campeonato Europeo de Ciclismo en Pista se celebró en Apeldoorn (Países Bajos) entre el 16 y el 20 de octubre de 2019 bajo la organización de la Unión Europea de Ciclismo (UEC) y la Real Federación Neerlandesa de Ciclismo.
Las competiciones se realizaron en el velódromo Omnisport Apeldoorn de la ciudad neerlandesa. Fueron disputadas 22 pruebas, 11 masculinas y 11 femeninas.

## Calendario
| ● | Preliminares | F | Final |

| Fecha                | Mi 16         | Ju 17         | Vi 18         | Sá 19         | Do 20         |
| Hora→ Prueba ↓       | 19:00 – 22:00 | 19:00 – 22:00 | 18:00 – 22:00 | 19:00 – 22:00 | 14:00 – 17:15 |
| -------------------- | ------------- | ------------- | ------------- | ------------- | ------------- |
| Velocidad ind.       |               | ●             | F             |               |               |
| Velocidad por eqs.   | F             |               |               |               |               |
| Persecución ind.     |               |               |               | F             |               |
| Persecución por eqs. | ●             | F             |               |               |               |
| 1 km contrarreloj    |               |               |               |               | F             |
| Puntuación           |               |               |               | F             |               |
| Scratch              |               | F             |               |               |               |
| Keirin               |               |               |               | F             |               |
| Eliminación          | F             |               |               |               |               |
| Madison              |               |               |               |               | F             |
| Ómnium               |               |               | F             |               |               |

| Fecha                | Mi 16         | Ju 17         | Vi 18         | Sá 19         | Do 20         |
| Hora→ Prueba ↓       | 19:00 – 22:00 | 19:00 – 22:00 | 18:00 – 22:00 | 19:00 – 22:00 | 14:00 – 17:15 |
| -------------------- | ------------- | ------------- | ------------- | ------------- | ------------- |
| Velocidad ind.       |               | ●             | F             |               |               |
| Velocidad por eqs.   | F             |               |               |               |               |
| Persecución ind.     |               |               | F             |               |               |
| Persecución por eqs. | ●             | F             |               |               |               |
| 500 m contrarreloj   |               |               |               |               | F             |
| Puntuación           |               |               |               | F             |               |
| Scratch              | F             |               |               |               |               |
| Keirin               |               |               |               | F             |               |
| Eliminación          |               | F             |               |               |               |
| Madison              |               |               |               |               | F             |
| Ómnium               |               |               | F             |               |               |

1. 1 2  Hora local de Apeldoorn: UTC+2.
2. 1 2  Consiste en cuatro pruebas: scratch, tempo, eliminación y puntuación.

## Medallistas

### Masculino
| Evento                          | Oro                                                                                              | Plata                                                                                  | Bronce                                                                           |
| ------------------------------- | ------------------------------------------------------------------------------------------------ | -------------------------------------------------------------------------------------- | -------------------------------------------------------------------------------- |
| Velocidad individual (18.10)    | Jeffrey Hoogland · Países Bajos                                                                  | Harrie Lavreysen · Países Bajos                                                        | Mateusz Rudyk · Polonia                                                          |
| Velocidad por equipos (16.10)   | Países Bajos · Jeffrey Hoogland · Harrie Lavreysen · Roy van den Berg · Matthijs Büchli · 42,151 | Reino Unido Jack Carlin Jason Kenny Ryan Owens 42,822                                  | Francia Grégory Baugé Quentin Lafargue Sébastien Vigier Melvin Landerneau 43,206 |
| Persecución individual (19.10)  | Corentin Ermenault Francia 4:14,358                                                              | Domenic Weinstein · Alemania · 4:15,918                                                | Felix Groß · Alemania · 4:13,240                                                 |
| Persecución por equipos (17.10) | Dinamarca Lasse Norman Hansen Julius Johansen Frederik Madsen Rasmus Pedersen 3:49,113           | Italia · Simone Consonni · Filippo Ganna · Francesco Lamon · Davide Plebani · 3:54,117 | Reino Unido Edward Clancy Ethan Hayter Charlie Tanfield Oliver Wood 3:51,428     |
| 1 km contrarreloj (20.10)       | Quentin Lafargue Francia 1:00,289                                                                | Theo Bos · Países Bajos · 1:00,409                                                     | Michaël D'Almeida Francia 1:00,663                                               |
| Carrera por puntos (19.10)      | Bryan Coquard Francia 98 pts.                                                                    | Jan-Willem van Schip · Países Bajos · 93 pts.                                          | Michele Scartezzini · Italia · 88 pts.                                           |
| Scratch (17.10)                 | Sebastián Mora Vedri · España                                                                    | Jristos Volikakis · Grecia                                                             | Wim Stroetinga · Países Bajos                                                    |
| Keirin (19.10)                  | Harrie Lavreysen · Países Bajos                                                                  | Denis Dmitriev · Rusia                                                                 | Matthijs Büchli · Países Bajos                                                   |
| Madison (20.10)                 | Lasse Norman Hansen Michael Mørkøv Dinamarca 52 pts.                                             | Yoeri Havik · Jan-Willem van Schip · Países Bajos · 37 pts.                            | Maximilian Beyer · Theo Reinhardt · Alemania · 37 pts.                           |
| Eliminación (16.10)             | Elia Viviani · Italia                                                                            | Bryan Coquard Francia                                                                  | Filip Prokopyszyn · Polonia                                                      |
| Ómnium (18.10)                  | Benjamin Thomas Francia 173 pts.                                                                 | Lasse Norman Hansen Dinamarca 162 pts.                                                 | Oliver Wood Reino Unido 149 pts.                                                 |

### Femenino
| Evento                          | Oro                                                                                         | Plata                                                                                              | Bronce                                                                                      |
| ------------------------------- | ------------------------------------------------------------------------------------------- | -------------------------------------------------------------------------------------------------- | ------------------------------------------------------------------------------------------- |
| Velocidad individual (18.10)    | Anastasiya Voinova · Rusia                                                                  | Olena Starikova · Ucrania                                                                          | Lea Friedrich · Alemania                                                                    |
| Velocidad por equipos (16.10)   | Rusia · Daria Shmeliova · Anastasiya Voinova · Yekaterina Rogovaya · 32,496                 | Alemania · Lea Friedrich · Emma Hinze · 33,179                                                     | Países Bajos · Kyra Lamberink · Shanne Braspennincx · Steffie van der Peet · 33,023         |
| Persecución individual (18.10)  | Franziska Brauße · Alemania · 3:25,002                                                      | Lisa Brennauer · Alemania · 3:26,190                                                               | Katie Archibald Reino Unido 3:31,602                                                        |
| Persecución por equipos (17.10) | Reino Unido Katie Archibald Eleanor Dickinson Neah Evans Elinor Barker Laura Kenny 4:13,828 | Alemania · Franziska Brauße · Lisa Brennauer · Lisa Klein · Gudrun Stock · Mieke Kröger · 4:16,789 | Italia · Elisa Balsamo · Marta Cavalli · Vittoria Guazzini · Letizia Paternoster · 4:17,610 |
| 500 m contrarreloj (20.10)      | Anastasiya Voinova · Rusia · 33,005                                                         | Daria Shmeliova · Rusia · 33,057                                                                   | Olena Starikova · Ucrania · 33,328                                                          |
| Carrera por puntos (19.10)      | Maria Giulia Confalonieri · Italia · 46 pts.                                                | Tatsiana Sharakova · Bielorrusia · 44 pts.                                                         | Hanna Solovei · Ucrania · 38 pts.                                                           |
| Scratch (16.10)                 | Emily Nelson Reino Unido                                                                    | Shannon McCurley Irlanda                                                                           | Maria Martins Portugal                                                                      |
| Keirin (19.10)                  | Mathilde Gros Francia                                                                       | Lea Friedrich · Alemania                                                                           | Daria Shmeliova · Rusia                                                                     |
| Madison (20.10)                 | Amalie Dideriksen Julie Leth Dinamarca 33 pts.                                              | Katie Archibald Laura Kenny Reino Unido 31 pts.                                                    | Amy Pieters · Kirsten Wild · Países Bajos · 23 pts.                                         |
| Eliminación (17.10)             | Kirsten Wild · Países Bajos                                                                 | Emily Nelson Reino Unido                                                                           | Nikol Płosaj · Polonia                                                                      |
| Ómnium (18.10)                  | Kirsten Wild · Países Bajos · 116 pts.                                                      | Laura Kenny Reino Unido 114 pts.                                                                   | Tatsiana Sharakova · Bielorrusia · 112 pts.                                                 |

## Medallero
| Núm. | País         | Oro | Plata | Bronce | Total |
| ---- | ------------ | --- | ----- | ------ | ----- |
| 1    | Países Bajos | 5   | 4     | 4      | 13    |
| 2    | Francia      | 5   | 1     | 2      | 8     |
| 3    | Rusia        | 3   | 2     | 1      | 6     |
| 4    | Dinamarca    | 3   | 1     | 0      | 4     |
| 5    | Reino Unido  | 2   | 4     | 3      | 9     |
| 6    | Italia       | 2   | 1     | 2      | 5     |
| 7    | Alemania     | 1   | 5     | 3      | 9     |
| 8    | España       | 1   | 0     | 0      | 1     |
| 9    | Ucrania      | 0   | 1     | 2      | 3     |
| 10   | Bielorrusia  | 0   | 1     | 1      | 2     |
| 11   | Grecia       | 0   | 1     | 0      | 1     |
| 11   | Irlanda      | 0   | 1     | 0      | 1     |
| 13   | Polonia      | 0   | 0     | 3      | 3     |
| 14   | Portugal     | 0   | 0     | 1      | 1     |
|      | TOTAL        | 22  | 22    | 22     | 66    |